# Ґаніна
Ґаніна (пол. Ganina) — село в Польщі, у гміні Ґнезно Гнезненського повіту Великопольського воєводства.
Населення — 136 осіб (2011).
У 1975-1998 роках село належало до Познанського воєводства.

## Демографія
Демографічна структура станом на 31 березня 2011 року:
|          | Загалом | Допрацездатний вік | Працездатний вік | Постпрацездатний вік |
| -------- | ------- | ------------------ | ---------------- | -------------------- |
| Чоловіки | 70      | 19                 | 43               | 8                    |
| Жінки    | 66      | 17                 | 36               | 13                   |
| Разом    | 136     | 36                 | 79               | 21                   |